# 圣旺代瓦隆
圣旺德瓦隆（法語：Saint-Ouën-des-Vallons，法語發音：[sɛ̃.t‿wɛ̃ de valɔ̃]）是法国马耶讷省的一个旧市镇，原属拉瓦勒区。2019年，圣旺德瓦隆与邻近的3个市镇合并为新市镇蒙叙尔，改属马耶讷区。

## 地理
圣旺德瓦隆（48°10'4"N, 0°32'56"W）面积7.38 平方千米，位于法国卢瓦尔河地区大区马耶讷省，该省份为法国西北部内陆省份，北起芒什省和奧恩省，西接伊勒-维莱讷省，南至曼恩-卢瓦尔省，东临萨尔特省。
与圣旺德瓦隆接壤的市镇（或旧市镇、城区）包括：拉巴祖日德萨勒、布雷、德塞瓦耶、热讷、蒙图尔捷、蒙叙尔。
圣旺德瓦隆的时区为UTC+01:00、UTC+02:00（夏令时）。

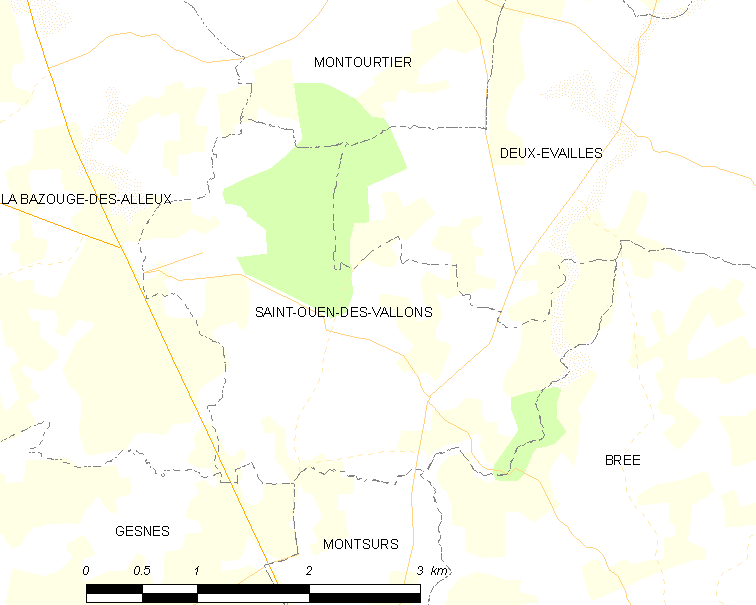
圣旺德瓦隆的OSM定位图

## 行政
圣旺德瓦隆的邮政编码为53150，INSEE市镇编码为53244。

## 政治
圣旺德瓦隆所属的省级选区为埃夫龙县。

## 人口

1962-2008年间圣旺德瓦隆人口变化图示

圣旺德瓦隆于2018年1月1日时的人口数量为182人。